# Sanblasia dressleri
Sanblasia dressleri är en strimbladsväxtart som beskrevs av Bengt Lennart Andersson. Sanblasia dressleri ingår i släktet Sanblasia och familjen strimbladsväxter. Inga underarter finns listade.